# Consorzio agrario

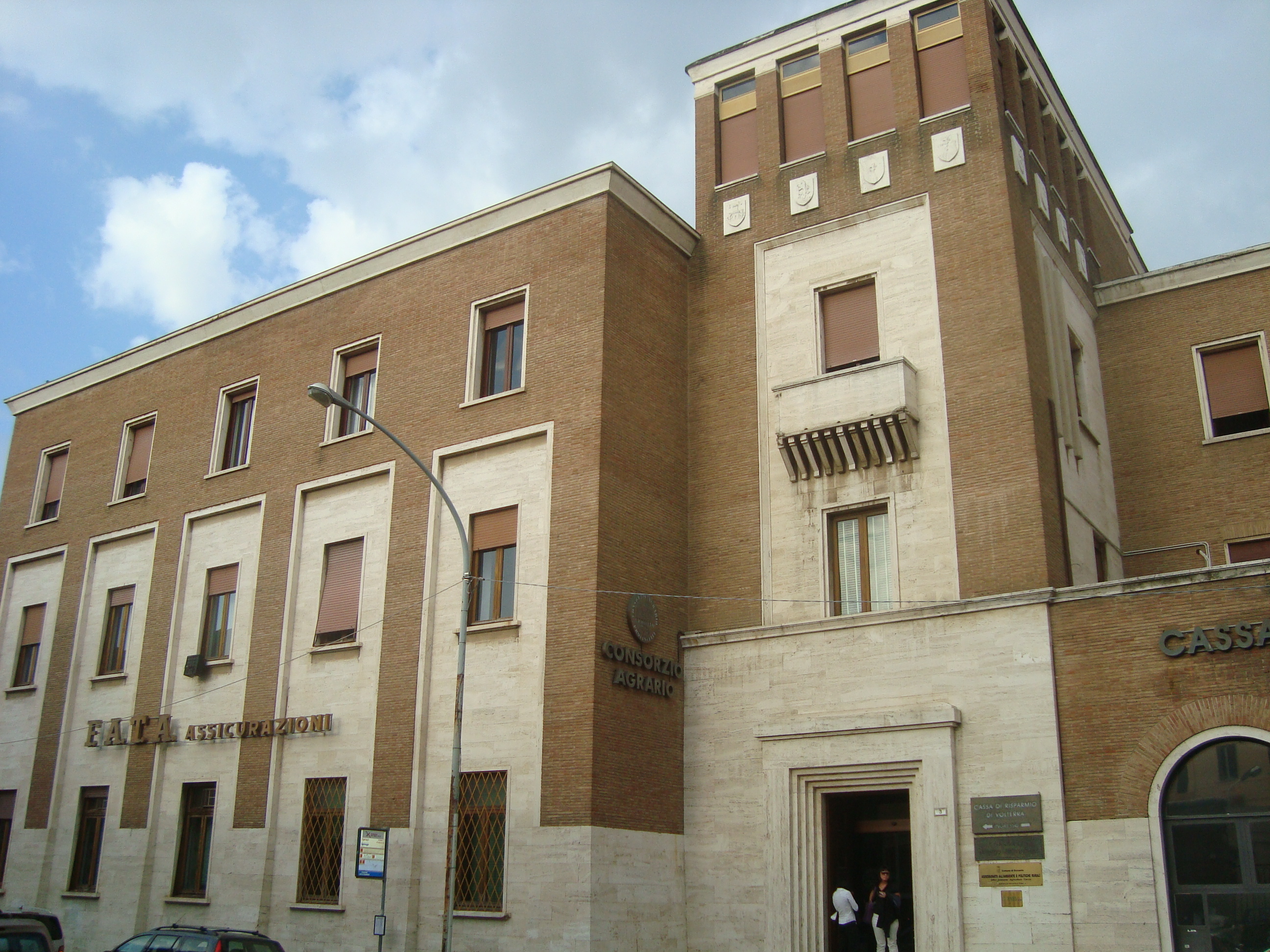
Le consorzio agrario de Grosseto

Le Consorzio agrario (au pluriel : Consorzi agrari) est en Italie une organisation d'agriculteurs, un regroupement sous forme de société coopérative, au niveau provincial ou interprovincial, pour la fourniture de biens ou services utiles à l'activité des entreprises agricoles ou pour la commercialisation de leurs productions.

## Histoire

### Pendant l'état libéral
Les Consorzi agrari virent le jour à la fin du XIXe siècle sous la forme de sociétés coopératives dont le rôle était de constituer des groupements d'achat en faveur des agriculteurs, surtout pour les engrais, semences et les machines agricoles.
Au cours des années, ils accomplirent d'autres tâches, récupéré d'autres institutions créées aussi en faveur des agriculteurs, en particulier les Comizi Agrari, qui étaient régis par la R.D. 3452 du 23 décembre 1866, et de la Société des agriculteurs italiens, qui n'avaient pas été très efficaces.
La Federconsorzi a été créé en 1892 à Plaisance, c'était une organisation qui regroupait les Consorzi au niveau national.
Pendant la Première Guerre mondiale, ces organisations eurent un rôle logistique important, s'occupant des exportations des céréales et assurant les fournitures aux troupes au front.

### Pendant le fascisme
À partir de 1926 les divers  Consorzi agrari sont devenus l'organo commerciale della Federazione Provinciale degli Agricoltori (« organisme commercial de la Fédération Provinciale des Agriculteurs ». Ils offraient un crédit agraire sans intérêts pour l'achat de semences, engrais, machines agricoles, bétail et tout ce qui était nécessaire à la production agricole. Le but était de combattre l' « usure bancaire »  et la spéculation réalisée par les grands distributeurs privés.
Les Consorzi agrari, bien insérés dans la politique agraire fasciste, fondée sur une bonification intégrale et la bataille du blé, organisèrent aussi la gestione ammassi (« gestion des stocks stratégiques »). Il s'agissait d'« amasser » tous les produits de base pour l'alimentation dans les Consorzi afin de favoriser une meilleure rationalisation et efficacité du secteur et tenir la nation prête, en cas de nécessité de transformer plus facilement l'économie civile en économie de guerre.
En 1935 eut lieu le premier « ammasso » volontaire du blé, quand les Consorzi agrari amassèrent 12 000 000 quintaux de blé.
En 1938 40 000 000 quintaux  furent amassés  pour des exigences  autarchiques.
Le 30 mai 1932, la loi no  752, institua l' Ente Finanziario dei Consorzi Agrari, afin de fortifier l'assise financière des Consorzi. Le décret royal du 5 septembre 1938 et la loi du 2 février 1939 créèrent les Consorzi Agrari Provinciali, qui réunirent les devoirs et fonctions des Consorzi agrari et de la Fédération, qui réduisirent leur nombre de 196 à 94 (un par province).

### Après la Seconde Guerre mondiale
Après la libération, les Consorzi reprirent leur fonction initiale de société coopérative, mais l'admission de nouveaux sociétaires a été fortement empêchée afin de ne pas contrarier les nouveaux équilibres politiques favorables à la Démocratie chrétienne.
Entre-temps, les « amassi » sont devenus un instrument gouvernemental de soutien des prix agricoles et les  Consorzi assumèrent ce rôle qui contribua à leur développement jusqu'en 1963.
La fonction des amassi achevée, les Consorzi cherchèrent à devenir des organismes de commercialisation des produits agricoles mais rapidement une grande partie d'entre eux se trouvèrent en situation de cessation de payement.
La Federconsorzi qui recouvrait le rôle de garant financier fut entraînée dans une spirale d'endettement auprès du système bancaire traditionnel.
La Federconsorzi fit faillite en 1991 et de nombreux Consorzi finirent par être mis en liquidation administrative, mais un bon nombre furent admis à poursuivre provisoirement leur activité.
Cet état de choses dura pendant 15 ans et seulement un nombre restreint de consorzi sont redevenus bénéficiaires tandis que pour les autres, l'État accorda des prorogations. La situation était devenue insoutenable car l'Union Économique Européenne menaçait de considérer ces prorogations comme une forme masquée d'aide d'État non déclaré et donc illégal.
En 2006, le gouvernement de centre-gauche avec le décret loi sur le « spacchettamento » des ministères, ont fait en sorte que les Consorzi agrari deviennent des coopératives agricoles normales. De cette façon, il est maintenant possible d'accorder des prorogations rendant possible un concordat avec les créditeurs pour le 31 décembre 2007.

## Situation actuelle
Le Consorzi devenus bénéficiaires « in bonis » se sont regroupés sous forme de Société par actions constituée par 23 consorzi, situés en majorité en Italie septentrionale et centrale. Cette S.A. a pris le nom de consorzi agrari d'Italia.